# フィラデルフィア・アスレチックス (1890-1891年)
ここでは、1890年から1891年にかけて、ペンシルベニア州フィラデルフィアを本拠地として、プレイヤーズ・リーグとアメリカン・アソシエーションに加盟していたフィラデルフィア・アスレチックス（Philadelphia Athletics）について記述する。なおこのチームは、1890年にフィラデルフィア・クエーカーズと名乗っていた。

## 球団史
1890年に設立されたプレイヤーズ・リーグに参加。この時はアメリカン・アソシエーションで別のフィラデルフィア・アスレチックスが活動しており、チームは「フィラデルフィア・クエーカーズ」を名乗って活動していた。プレイヤーズ・リーグ当時のロースターは16人だったが、189安打を放った内野手のビリー・シンドルや100打点以上を挙げた外野手のジョージ・ウッド、投手ではこの年フィル・クネルが22勝を挙げるなどの活躍をし、チームは同年のシーズンを勝ち越しで終える。
同年プレイヤーズ・リーグは解散、また同時にアメリカン・アソシエーションのアスレチックスがリーグを脱退する事態が置きたため、クエーカーズは翌1891年にアメリカン・アソシエーションに加盟、前のチームの愛称「アスレチックス」を引き継ぐことになった。同年は以前フィラデルフィアに在籍したガス・ウェイイングが31勝を挙げ、クエーカーズから在籍しているジョッコ・ミリガンやジョージ・ウッドらが活躍し勝ち越したが、順位は5位に終わった。同年アメリカン・アソシエーションが消滅したことで球団は破綻した。その後1893年に現在のオークランド・アスレチックスに繋がるチームが発足した。

## 戦績
| 年度   | リーグ | 試合 | 勝利 | 敗戦 | 勝率 | 順位 | 監督                                      | 本拠地                   |
| ------ | ------ | ---- | ---- | ---- | ---- | ---- | ----------------------------------------- | ------------------------ |
| 1890年 | PL     | 132  | 68   | 63   | .519 | 5位  | ジム・フォガティ チャーリー・バフィントン | Forepaugh Park           |
| 1891年 | AA     | 143  | 73   | 66   | .525 | 5位  | ビル・シャーシック ジョージ・ウッド       | Jefferson Street Grounds |

## 所属した主な選手
- ジョージ・ウッド：外野手。1890年に102打点を記録、1891年は兼任監督を勤めた。
- ジョッコ・ミリガン：捕手。1891年にリーグ最多二塁打、106打点を記録した。
- ガス・ウェイイング：投手。1889年～1892年に4年連続30勝を挙げた。

## 主な球団記録
打撃記録
- 通算安打数：319 (ジョージ・ウッド)
- 通算本塁打：14 (ジョッコ・ミリガン)
- 通算打点数：163 (ジョッコ・ミリガン)
- 通算盗塁数：51 (ビリー・シンドル)

投手記録
- 通算勝利数：31 (ガス・ウェイイング)
- 通算奪三振：219 (ガス・ウェイイング)